# 일가재단
재단법인 일가재단은 독립 ·농민운동, 사회교육 등 신앙운동을 펼쳐온 일가 김용기 선생의 유지를 계승, 발전함을 목적으로 1989년 12월 15일 설립허가된 대한민국 농림축산식품부 소관의 공익법인이다. 사무실은 서울특별시 종로구 율곡로 190, 407호(연지동, 여전도회관)에 있다.

## 같이 보기
- 김용기

## 활동

### 일가상
일가상은 일가재단에서 일가 김용기 선생의 뜻을 기려 주는 상이다.